# محمد کولیبالی (بازیکن فوتبال، زاده ۱۹۸۸)
محمد کولیبالی (انگلیسی: Mohamed Coulibaly؛ زادهٔ ۷ اوت ۱۹۸۸) بازیکن فوتبال اهل فرانسه است.
از باشگاه‌هایی که در آن بازی کرده‌است می‌توان به باشگاه فوتبال گراس‌هاپر زوریخ، باشگاه فوتبال ای‌اف‌سی بورنموث، باشگاه فوتبال کاونتری سیتی، باشگاه فوتبال راسینگ سانتاندر، و باشگاه فوتبال پورت ویل اشاره کرد.